# Diorygopyx simpliciclunis
Diorygopyx simpliciclunis là một loài bọ cánh cứng trong họ Bọ hung (Scarabaeidae).